# Ольховцы (Львовская область)
Ольховцы (укр. Вільхівці) — село в Жидачовской городской общине Стрыйского района Львовской области Украины.
Население по переписи 2001 года составляло 442 человека. Занимает площадь 1,11 км². Почтовый индекс — 81733. Телефонный код — 3239.

## История
В 1946 году указом ПВС УССР село Цуцилевцы переименовано в Ольховцы.